# Vitrina Comella
La vitrina per a la guanteria Comella va ser una de les primeres obres del recentment llicenciat (1878) arquitecte Antoni Gaudí amb l'objectiu de ser exposada al pavelló espanyol de l'Exposició Universal de París d'aquest any. Malgrat ser un moble d'existència efímera, va ser transcendental en la seva obra, ja que pel seu renovador llenguatge que apuntava ja al modernisme va atreure l'atenció de nombroses persones, entre elles el seu futur mecenes Eusebi Güell.

## Història i descripció

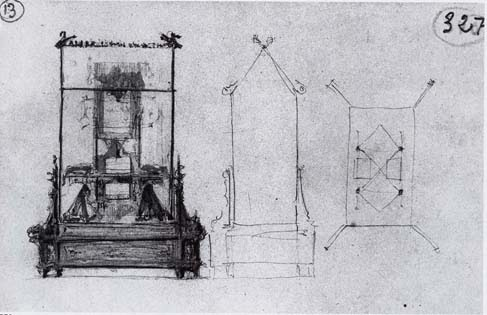
Croquis de la vitrina dibuixat per Gaudí al revers d'una de les seves targetes de visita

Antoni Gaudí (Reus o Riudoms, 1852-Barcelona, 1926) va cursar arquitectura a l'Escola de la Llotja i a l'Escola Tècnica Superior d'Arquitectura de Barcelona, on es va graduar el 1878. Els seus primers treballs van ser uns fanals per a la plaça Reial, el projecte de quioscos Girossi, la decoració de la Farmàcia Gibert, i el mobiliari per a la capella-panteó del Palau de Sobrellano a Comillas (Cantàbria), tots del mateix any de la seva graduació, així com la Cooperativa Obrera Mataronesa (1878-1882), que va ser el seu primer encàrrec important, encara que no es va arribar a materialitzar en el seu conjunt, ja que només es va construir una nau.
El maig de 1878, Gaudí va dissenyar una vitrina per a la guanteria d'Esteve Comella, abans de Raimon Comella, amb l'objectiu d'exposar-ne els productes al pavelló espanyol de l'Exposició Universal que se celebrava a París aquest any. L'establiment estava situat al carrer d'Avinyó, 5-7 de Barcelona, cantonada amb el de Ferran. Segons Joan Matamala, en el seu llibre Gaudí. El meu itinerari amb l'arquitecte (1960), Gaudí va realitzar també el taulell d'aquest establiment, testimoniant que l'antic va anar a parar a casa del seu pare, Llorenç Matamala, escultor que va col·laborar habitualment amb Gaudí i va ser amic personal seu.

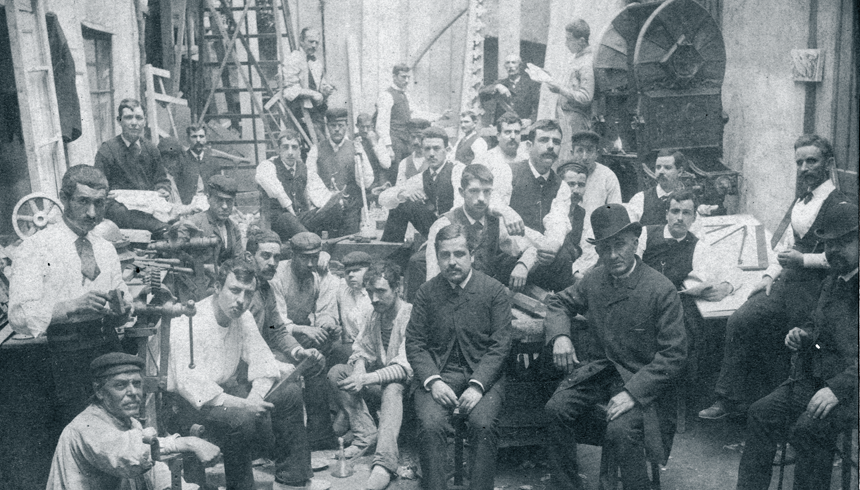
Taller d'Eudald Puntí. Al centre, Antoni Gaudí; al seu costat, amb barret, Puntí; al marge dret, també amb barret, Esteve Comella. A la foto s'aprecia també la vitrina

La vitrina va ser realitzada al taller d'ebenisteria d'Eudald Puntí, que va ser un dels principals col·laboradors de Gaudí a l'inici de la seva carrera. La vitrina tenia un basament de fusta amb reforços en els angles de contraforts decoratius, un cos de volum paral·lelepipèdic format per sis vidres i una coberta de dos vessants, tot això unit per petites peces metàl·liques de discreta disposició. En el coronament de la vitrina hi havia una cresta metàl·lica amb decoració de motius vegetals. En el seu interior hi havia un templet amb prestatges per a l'exposició dels guants, amb una disposició que permetia la seva visió en 360°.
Segons J. Emilio de Santos (España en la Exposición universal), l'expositor de la Guanteria Comella va guanyar una medalla de plata en l'exposició.
Aquesta obra va atreure l'atenció de l'empresari Eusebi Güell, que estava de visita en la capital francesa. Va quedar tan impressionat que al seu retorn va voler conèixer a Gaudí, per la qual cosa es va dirigir a la guanteria, de la qual era client; ell i el propietari es van dirigir al taller Puntí, on l'empresari va conèixer a l'arquitecte. Va començar llavors una llarga amistat i col·laboració professional, per la qual Güell es va convertir en el principal mecenes de Gaudí i patrocinador de molts dels seus grans projectes, en obres com el Palau Güell, el Celler Güell, els Pavellons Güell, el Parc Güell i la cripta de la Colònia Güell a Santa Coloma de Cervelló. Segons Carme Güell, «Güell va obrir a Gaudí les portes de la seva casa de bat a bat, li va presentar a la seva família i als seus amics, i li va brindar el suport econòmic i moral que necessitava per a triomfar».